# Åke Wallin
Åke Herman Olof Wallin, född 19 augusti 1917 i Växjö, död 16 februari 2010 i Limhamns församling i Malmö, var en svensk företagsledare och kommunalpolitiker (Folkpartiet).
Wallin avlade studentexamen 1938 och blev filosofie kandidat vid Göteborgs högskola 1941. Han blev stabsredaktör vid Flygstaben i Stockholm 1942, redaktionssekreterare vid Åhlén & Åkerlund 1944, PR- och reklamchef vid MAB och MYA i Malmö 1946, verkställande direktör och innehavare av AB Wallin Reklam (auktoriserad annonsbyrå) från 1956 och av A/S Wallin Reklame i Köpenhamn från 1962. 
Wallin var ledamot av Folkpartiets ungdomsförbunds näringspolitiska utredning 1953–1954, senare 1:e vice ordförande i Folkpartiets malmöavdelning, ordförande för dess arbetsutskott och företagarsektion och styrelseledamot i Fyrstadskretsens valkretsförbund för Folkpartiet. Under 1950- och 1960-talen var han ledamot av spårvägsstyrelsen, barndaghemstyrelsen, brandstyrelsen och polisnämnden i Malmö distrikt. 
Wallin var ledamot av stads-/kommunfullmäktige 1967–1988, vice ordförande i sjukvårdsstyrelsen 1972–1973 och biträdande kommunalråd för sjukvårdssektorn och ordförande i sjukvårdsstyrelsen 1986–1988.
Wallin författade ungdomsböckerna Flygande världspolis (1945) och Division Harpunen (1946). Han är begravd på Limhamns kyrkogård.